# Квадратный корень из матрицы
Квадратный корень из матрицы — расширение понятия числового квадратного корня на кольцо квадратных матриц. 

## Определение
Матрица  {\displaystyle \mathbf {B} } называется квадратным корнем из матрицы {\displaystyle \mathbf {A} }, если квадрат {\displaystyle \mathbf {B} ,} то есть матричное произведение {\displaystyle \mathbf {BB} ,} совпадает с матрицей {\displaystyle \mathbf {A} .}

## Существование и однозначность
Не для всех матриц квадратный корень существует. Например, не имеет корня матрица 
{\displaystyle \left({\begin{smallmatrix}0&a\\0&0\end{smallmatrix}}\right),a\neq 0}. Эта матрица также является делителем нуля и квадратным корнем из нуля. Таким образом, в кольце матриц нуль имеет бесконечно много квадратных корней.
В тех случаях, когда корень существует, он не всегда определён однозначно. 
Например, матрица 
{\displaystyle \left({\begin{smallmatrix}33&24\\48&57\end{smallmatrix}}\right)}
имеет четыре корня: 
{\displaystyle \pm \left({\begin{smallmatrix}1&4\\8&5\end{smallmatrix}}\right)} 
и 
{\displaystyle \pm \left({\begin{smallmatrix}5&2\\4&7\end{smallmatrix}}\right)}.
Единичная матрица {\displaystyle {\bigl (}{\begin{smallmatrix}1&0\\0&1\end{smallmatrix}}{\bigr )}} 
имеет следующие 6 корней среди матриц, состоящих из 
{\displaystyle 0}, {\displaystyle -1} и {\displaystyle +1}: 
{\displaystyle \left({\begin{matrix}\pm 1&0\\0&\pm 1\end{matrix}}\right),\quad \left({\begin{matrix}\pm 1&0\\0&\mp 1\end{matrix}}\right),\quad \left({\begin{matrix}0&\pm 1\\\pm 1&0\end{matrix}}\right);}
а также бесконечно много симметричных рациональных квадратных корней вида:
{\displaystyle {\frac {1}{t}}\left({\begin{matrix}s&r\\r&-s\end{matrix}}\right),\quad {\frac {1}{t}}\left({\begin{matrix}s&-r\\-r&-s\end{matrix}}\right),\quad {\frac {1}{t}}\left({\begin{matrix}-s&r\\r&s\end{matrix}}\right),\quad {\frac {1}{t}}\left({\begin{matrix}-s&-r\\-r&s\end{matrix}}\right),}
где {\displaystyle (r,s,t)} — произвольная пифагорова тройка, 
то есть тройка натуральных чисел, для которых {\displaystyle r^{2}+s^{2}=t^{2}}.
Сложность извлечения корня из матрицы обусловлена тем, что кольцо матриц некоммутативно и имеет делители нуля, то есть не является областью целостности. В области целостности, например в кольце многочленов над полем, всякий элемент имеет не более двух квадратных корней.

## Положительно определённые матрицы
Положительно определённая матрица всегда имеет ровно один положительно определённый корень, который называется арифметическим квадратным корнем.
Всего же положительно определённая матрица {\displaystyle A} порядка {\displaystyle n} с различными собственными значениями имеет {\displaystyle 2^{n}} корней. Разложив такую матрицу по собственным векторам, получим её представление в виде {\displaystyle \mathbf {A} =\mathbf {VDV^{-1}} ,} где {\displaystyle \mathbf {D} } — диагональная матрица с собственными значениями {\displaystyle \lambda _{i}>0}. Тогда квадратные корни из матрицы {\displaystyle A} имеют вид {\displaystyle \mathbf {VD^{\frac {1}{2}}V^{-1}} ,} где {\displaystyle \mathbf {D^{\frac {1}{2}}} } — диагональная матрица с элементами {\displaystyle \pm {\sqrt {\lambda _{i}}}} на диагонали.